# Trhové Dušníky
Trhové Dušníky là một làng thuộc huyện Příbram, vùng Středočeský, Cộng hòa Séc.